# Baata
Baata est une commune de la wilaya de Médéa en Algérie.

## Géographie
La commune est située dans le tell central  dans l'Atlas blidéen à environ 60 km au sud d'Alger et à 60 km à l'est de Médéa et à environ 15 km au nord-est de El Omaria et à 35 km au nord-est de Berrouaghia  et à 60 km à l'est de Blida et à 92 km au nord-ouest de Bouira.
| Hammam Melouane (Wilaya de Blida)            | Hammam Melouane (Wilaya de Blida) | Bougara (Wilaya de Blida) |
| Hammam Melouane (Wilaya de Blida), El Omaria | Baata                             | Aissaouia                 |
| El Omaria                                    | Sidi Naamane                      | Bouchrahil                |